# Заболотский сельсовет (Гродненская область)
Заболотский сельсовет — административная единица на территории Вороновского района Гродненской области Республики Беларусь. Административный центр — агрогородок Заболоть.

## История
29 сентября 2005 г. сельские населённые пункты Курчевцы, Подейки, Пашки, Запрудяны, Березовка, Коломыцкие, Смильгини, Абрамишки, Верхняя Ваверка, Горанцы, Мишкалы, Станкилишки, Градовщина, Трайги, Славная, Еделевцы, хутор Бобровники, хутор Петровка, хутор Провожа и отдельно стоящие хутора деревни Толочки включены в состав Мисевичского сельсовета.

## Состав
Заболотский сельсовет включает 19 населённых пунктов:
- Волейши — деревня.
- Гудинишки — деревня.
- Дворчаны — деревня.
- Детки — деревня.
- Заболоть — агрогородок.
- Козляны — деревня.
- Кунеи — деревня.
- Малюки — деревня.
- Мигдалы — деревня.
- Наркуны — деревня.
- Опоновцы — деревня.
- Осиповцы — деревня.
- Пасека Дворчаны — деревня.
- Перовцы — деревня.
- Провожа — деревня.
- Ремзы — деревня.
- Толочки — деревня.
- Шинковщина — деревня.
- Шловенцы — деревня.

Упразднённые либо исключённые населённые пункты сельсовета:
- Абрамишки — деревня.
- Березовка — деревня.
- Бобровники — хутор.
- Верхняя Ваверка — деревня.
- Горанцы — деревня.
- Градовщина — деревня.
- Еделевцы — деревня.
- Запрудяны — деревня.
- Коломыцкие — деревня.
- Курчевцы — деревня.
- Мишкалы — деревня.
- Пашки — деревня.
- Петровка — хутор.
- Подейки — деревня.
- Хутор Провожа — деревня.
- Славная — деревня.
- Смильгини — деревня.
- Станкилишки — деревня.
- Трайги — деревня.

## Культура
- Этнографический музей "Спадчына" в аг. Заболоть

## Достопримечательность
- Костёл Святой Троицы в аг.  Заболоть